# 伊万科沃水库

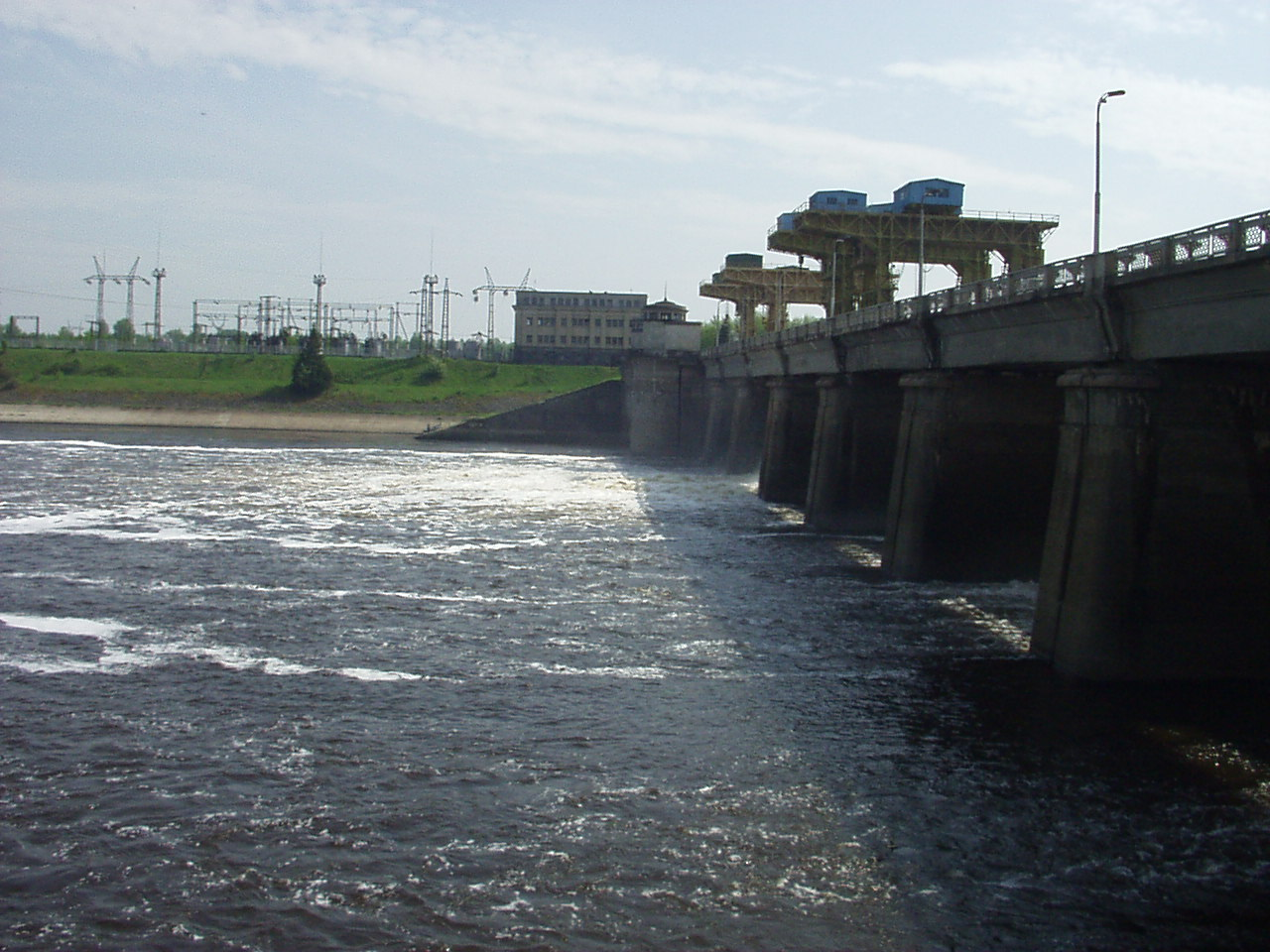
伊万科沃水库发电厂

伊万科沃水库（又称莫斯科海）是伏尔加河上游的水库，位於俄羅斯特維爾州内，在莫斯科以北130公里。水庫的水壩在杜布納內，而科纳科沃在水庫南岸。
水庫經莫斯科運河連接莫斯科河，是莫斯科的主要食水來源。科尔切瓦古城（Корчева）以及數個村莊在1937年水庫啟用時被淹沒。